# Orden Frank País
La Orden Frank País es una distinción de Cuba, conferida por el Ministerio de Educación. Recibe su nombre en homenaje al maestro y revolucionario cubano Frank País.
La ley establece que

se otorgará ciudadanos cubanos y extranjeros, en reconocimiento a méritos extraordinarios adquiridos en la educación, o que hayan contribuido de manera relevante y abnegada a la formación integral de los ciudadanos o que hayan hecho aportes valiosos al desarrollo de la educación.

También se otorgará a personalidades, organizaciones sociales y otras instituciones cubanas o extranjeras, que hayan realizado una labor destacada en favor de la educación del pueblo.